# Verity Lambert
Verity Ann Lambert (Londra, 27 novembre 1935 – Londra, 22 novembre 2007) è stata una produttrice televisiva e produttrice cinematografica inglese.
Fu la prima storica produttrice della serie science-fiction Doctor Who della BBC. Tra le molte altre sue produzioni citiamo Adam Adamant Lives!, Il funzionario nudo, Rock Follies, Minder, Widows, G.B.H., Jonathan Creek, Love Soup ed Eldorado.
Verity Lambert iniziò a lavorare in televisione negli anni cinquanta e continuò la professione di produttrice fino alla morte. Dopo aver lasciato la BBC nel 1969, negli anni settanta ed ottanta lavorò per altre società televisive come la Thames Television (ex ABC) e la sua sussidiaria Euston Films. Lavorò anche nell'industria cinematografica, sempre come produttrice, per la Thorn EMI Screen Entertainment. Dal 1985, diresse la propria compagnia di produzione, la Cinema Verity.
Alle donne era raramente concesso di svolgere la professione di produttore televisivo agli inizi di carriera della Lambert. Quando nel 1963 le venne affidato l'incarico di produrre Doctor Who da Sydney Newman, era l'unica donna produttore alla BBC Television, oltre che la più giovane a ricoprire tale posizione. Il sito internet Museum of Broadcast Communications la definisce "non solo una delle maggiori donne in carriera britanniche, ma possibilmente anche la figura più potente nell'industria dell'intrattenimento in Gran Bretagna; ... un esempio di emancipazione femminile per l'epoca".

## Carriera

### Inizi
Verity Lambert nacque a Londra, in una famiglia di religione ebraica, e fu educata alla Roedean School. Lasciò la Roedean all'età di 16 anni e studiò per un anno presso l'università Sorbona di Parigi, prima di frequentare un corso per segretaria a Londra. Il primo lavoro della Lambert fu la trascrizione dei menù presso il Kensington De Vere Hotel, che la assunse in quanto, essendo stata in Francia, parlava francese. Nel 1956, entrò in televisione come segretaria nell'ufficio stampa della Granada Television. Dopo sei mesi venne licenziata.

### Associated British Corporation
Dopo il licenziamaneto dalla Granada, Verity Lambert andò a lavorare come stenografa alla ABC Television. In breve tempo divenne la segretaria del responsabile del settore drammaturgia della compagnia, e poi la segretaria di produzione del programma intitolato State Your Case. Quindi si trasferì dall'amministrazione alla produzione, lavorando su popolari contenitori come Armchair Theatre e su qualche episodio della serie The Avengers, ora supervisionati dal nuovo produttore capo del reparto drammaturgia, il canadese Sydney Newman.
Il 30 novembre 1958, mentre la Lambert stava lavorando come assistente di produzione per Armchair Theatre, un attore morì durante le riprese di Underground e lei dovette assumersi la responsabilità della regia mentre il regista Ted Kotcheff lavorava insieme agli attori in scena per sostituire la perdita.
Nel 1961, Lambert lasciò la ABC, trascorrendo un anno a lavorare come assistente personale del produttore televisivo americano David Susskind presso la Talent Associates a New York. Al ritorno in Inghilterra, tornò alla ABC con l'ambizione di dirigere, ma questa opportunità le venne negata, e quindi decise che se entro un anno non fosse cresciuta professionalmente, avrebbe abbandonato la carriera televisiva.

### British Broadcasting Corporation

#### Doctor Who

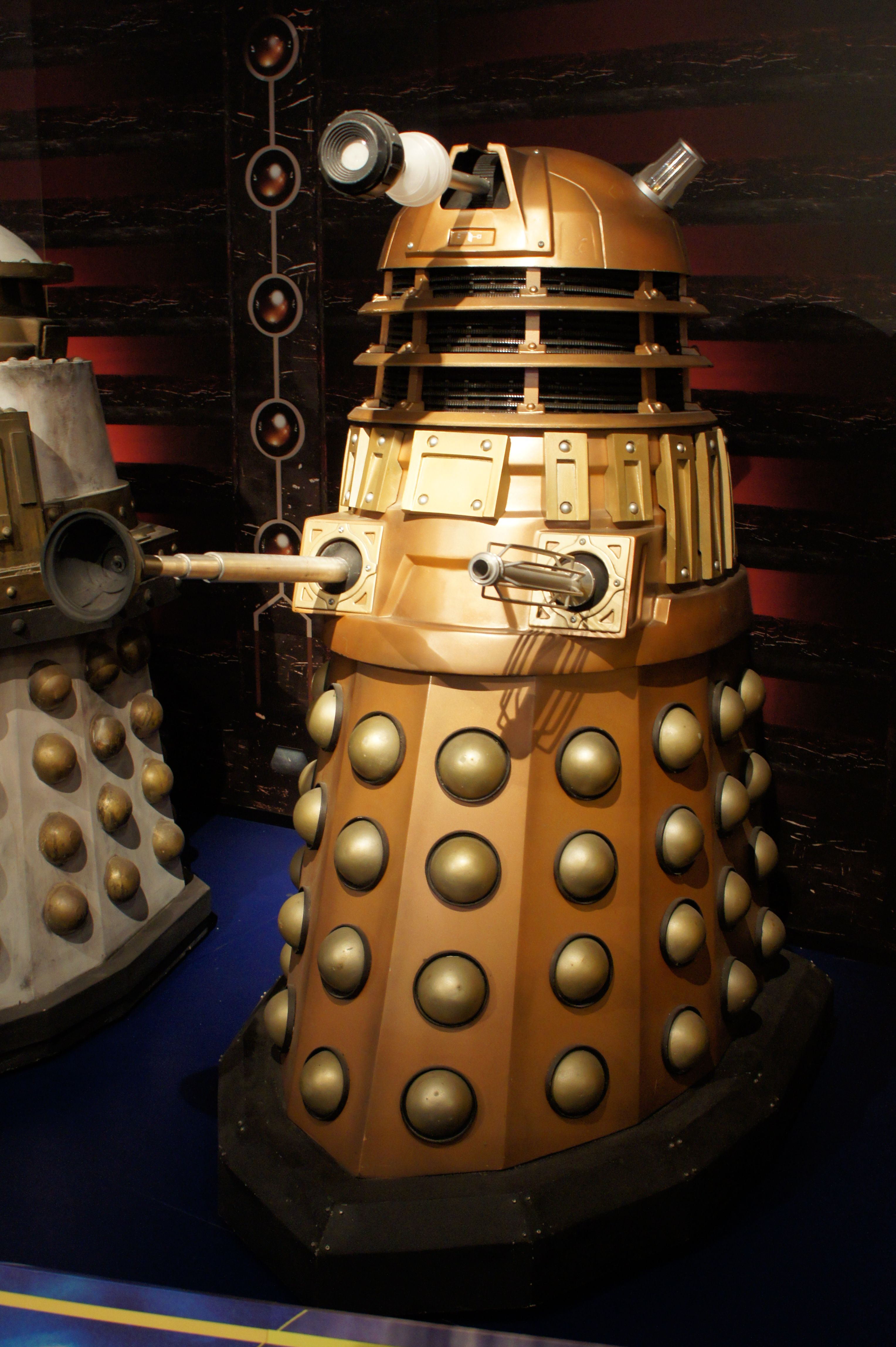
Un Dalek, creature aliene fortemente volute dalla produttrice Verity Lambert, che si rivelarono il fattore determinante nel successo iniziale di Doctor Who.

Nel dicembre 1962 Sydney Newman lasciò la ABC per ricoprire l'incarico di responsabile del reparto drammaturgia della BBC Television, e l'anno seguente fu raggiunto dalla Lambert. Newman l'aveva chiamata alla BBC per produrre Doctor Who, un programma da lui ideato. Concepita da Newman come una serie science-fiction didattica per famiglie, la serie si incentrava sulle avventure di un vecchio uomo che viaggiava nel tempo e nello spazio con il suo TARDIS, una nave spaziale "camuffata" da cabina telefonica della polizia. Secondo alcuni, la serie non sarebbe durata più di tredici settimane. avevano entrambi declinato l'offerta), egli si assicurò che Verity ottenesse l'incarico in quanto credeva molto nella sua professionalità e nell'esperienza che aveva fatto sul campo lavorando alla ABC. «Penso che la cosa migliore che abbia fatto in merito sia stata trovare Verity Lambert», egli disse a Doctor Who Magazine nel 1993. «Ricordavo che Verity era brillante e, per usare un'espressione colorita, piena di piscio ed aceto! Era coraggiosa ed era solita litigare con me, anche se non era ad un livello molto alto come assistente di produzione».
Quando la Lambert arrivò alla BBC nel giugno 1963, all'inizio le venne assegnato un assistente di produzione più esperto, Mervyn Pinfield, per affiancarla. Doctor Who debuttò il 23 novembre 1963 e divenne in breve tempo un grande successo per la BBC, principalmente grazie alla popolarità riscossa dalle creature aliene Dalek inserite nella serie. Il superiore di Verity Lambert, Donald Wilson, si era vivamente opposto all'inclusione dei Dalek, ma dopo il successo ottenuto dagli stessi alla messa in onda, ammise che forse la Lambert conosceva meglio di lui il pubblico della serie, e aggiunse che non avrebbe più interferito in futuro circa le sue scelte artistiche. Il successo di Doctor Who (e dei Dalek) accese inoltre l'attenzione della stampa sulla stessa Lambert; nel 1964, il Daily Mail pubblicò un articolo sullo show focalizzandosi sull'aspetto fisico della giovane produttrice: "L'operazione dei Dalek; ... è condotta da una giovane donna notevolmente attraente di nome Verity Lambert che, a 28 anni, è non solo la più giovane ma anche l'unica donna a svolgere la mansione di produttore alla BBC TV; ... alta, bruna e snella, è diventata improvvisamente restia quando ho suggerito che un giorno i Dalek avrebbero preso il controllo di Dr. Who".
Verity Lambert supervisionò in prima persona le prime due stagioni della serie, abbandonandola nel 1965. «Arriva un momento nel quale una serie ha bisogno di nuovi input», disse a Doctor Who Magazine trent'anni dopo. «Non è che non mi piacesse Doctor Who, semplicemente sentivo che era giunto il momento. Erano stati diciotto mesi molto intensi, qualcosa come settanta puntate. So che le persone adesso fanno le soap opera per sempre, ma io sentivo che Doctor Who aveva bisogno di qualcuno con una visione diversa dalla mia in quel momento».
Nell'episodio Natura umana del 2007 della terza stagione della nuova serie di Doctor Who, il Dottore (nella sua identità umana di "John Smith") si riferisce ai suoi genitori con i nomi Sydney e Verity, evidente omaggio a Newman e Lambert. Anche "Verity Newman", un personaggio presente nell'episodio speciale La fine del tempo del 2010, è un omaggio a loro due.
In occasione della sua scomparsa, nello speciale natalizio del 2007 di Doctor Who intitolato Il viaggio dei dannati, prima dei titoli di coda venne mostrata una dedica a Verity Lambert.
Nel 2013, in occasione del cinquantesimo anniversario di Doctor Who, la BBC commissionò un film tv sulla creazione della serie, intitolato Un'avventura nello spazio e nel tempo, scritto da Mark Gatiss. Nel film Verity Lambert venne interpretata dall'attrice Jessica Raine.

#### Altri lavori e fuoriuscita
Lasciato Doctor Who, la Lambert passò a produrre un altro show della BBC ideato da Newman, Adam Adamant Lives! (1966–67). Il lungo periodo di sviluppo di Adam Adamant ritardò la produzione, e durante questo ritardo Newman le affidò da produrre gli episodi iniziali di una nuova soap opera The Newcomers. Ulteriori produzioni per la BBC inclusero una stagione della serie poliziesca Detective (1968–69) e una serie in 26 puntate dedicata all'adattamento di alcuni racconti di William Somerset Maugham (1969).
Nel 1969 lasciò la BBC per andare a lavorare presso la London Weekend Television, dove produsse Budgie (1970–72) e Between the Wars (1973). Fece ritorno alla BBC come freelance per produrre Shoulder to Shoulder (1974).

### Thames Television & Euston Films

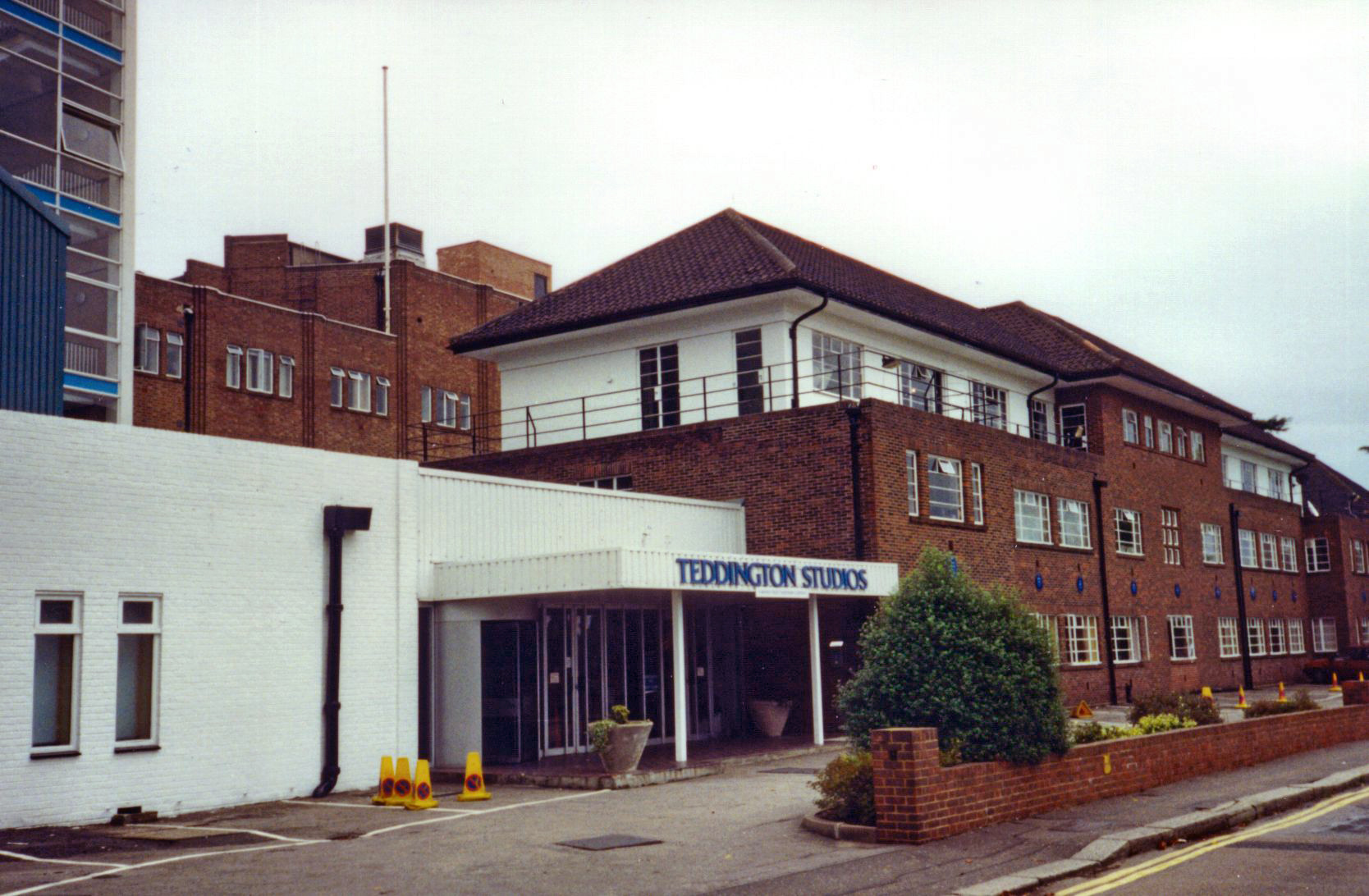
I Teddington Studios di Londra, dove negli anni settanta molti sceneggiati della Thames Television furono prodotti da Verity Lambert, come per esempio Rock Follies.

A 1974 inoltrato, Verity Lambert divenne responsabile del reparto drammaturgia alla Thames Television. Durante il periodo trascorso in questa posizione supervisionò e produsse programmi di successo per il network ITV, inclusi Il funzionario nudo (The Naked Civil Servant) (1975), Rock Follies (1976–77), Le avventure di Bailey (Rumpole of the Bailey) (1978–92) e Edward and Mrs Simpson (1978). Nel 1976 divenne anche responsabile delle produzioni cinematografiche della Euston Films, sussidiaria della Thames, all'epoca conosciuta per L'ispettore Regan (The Sweeney). Nel 1979 si trasferì a tempo pieno alla Euston come produttrice esecutiva, supervisonando le serie tv Quatermass (1979), Minder (1979–94) e Widows (1983).
Presso la Thames e la Euston, Verity trascorse il suo periodo di maggior successo di critica e pubblico. Il funzionario nudo vinse il premio British Academy Television Award (BAFTA) per il protagonista John Hurt, il Broadcasting Press Guild Award e venne premiato al Prix Italia; Rock Follies vinse un BAFTA e un Royal Television Society Award, mentre Widows si guadagnò varie nomination ai BAFTA e 12 milioni di telespettatori, dato inusuale per una serie drammatica. Minder diventò la serie di più lunga produzione della Euston Films, sopravvivendo per oltre dieci anni dopo l'abbandono della compagnia da parte della Lambert.
Negli anni ottanta Verity Lambert proseguì a lavorare con Thames ed Euston Films. Nel 1982, tornò alla Thames Television come membro del consiglio di amministrazione. Nel November 1982 lasciò la Thames, ma rimase produttrice esecutiva presso la Euston fino al novembre dell'anno seguente quando divenne direttore di produzione della Thorn EMI Screen Entertainment. Nonostante l'esperienza si rivelasse abbastanza frustrante poiché l'industria cinematografica britannica era in una delle sue periodiche fasi di calo, Verity produsse vari film, incluso Clockwise (1986) con John Cleese.

### Cinema Verity
Alla fine del 1985, lasciò la Thorn EMI, insoddisfatta dello scarso successo riscosso e del ridimensionamento finanziario messo in opera dall'azienda. Decise quindi di fondare la propria casa di produzione indipendente, che chiamò "Cinema Verity". La prima produzione della compagnia fu il film Un grido nella notte (A Cry in the Dark) (1988), con Sam Neill e Meryl Streep, basato su una storia vera. Le prime produzioni in campo televisivo fu invece la sitcom della BBC1 May to December, che debuttò nel 1989 e si concluse nel 1994. La compagnia produsse anche un'altra sitcom di successo per la BBC1, So Haunt Me, durata dal 1992 al 1994.
Poi ci fu la serie drammatica G.B.H. (1991) di Alan Bleasdale, commissionata da Channel 4, che si aggiudicò numerosi premi. I suoi rapporti di lavoro con Bleasdale furono alquanto problematici, e lo scrittore dichiarò in un'intervista successiva come si fosse trovato sul punto di "voler uccidere Verity Lambert" dopo che lei aveva fatto tagliare gran parte della prima stesura della sceneggiatura prima ancora che iniziasse la lavorazione. Tuttavia, Bleasdale ammise in seguito che la Lambert aveva ragione circa la maggior parte del materiale eliminato, e concluse dicendo di rimpiangere soltanto una delle scene tagliate.
Una produzione meno fortunata della Cinema Verity fu invece la soap opera Eldorado, una co-produzione con la BBC ambientata in Spagna. All'epoca si trattò della produzione più costosa mai affidata dalla BBC ad una società esterna indipendente. Lanciata con grande sforzo pubblicitario in prima serata sul canale BBC1, la serie ricevette pessime critiche e durò solo una stagione, dal 1992 al 1993.
In qualità di produttore freelance all'interno della compagnia di sua proprietà, Verity si occupò della produzione della popolare serie Jonathan Creek, scritta da David Renwick. Lei e Renwick collaborarono insieme ancora per Love Soup con Tamsin Greig, trasmessa su BBC One nell'autunno 2005. L'ultimo lavoro della Lambert prima della sua morte fu la produzione della seconda stagione di Love Soup.